# 吴家井镇
吴家井镇，是中华人民共和国甘肃省武威市凉州区下辖的一个乡镇级行政单位。
2016年，甘肃省民政厅批复同意撤销吴家井乡，设立吴家井镇。

## 行政区划
吴家井镇下辖以下地区：
四方墩村、七星村、新建村和吴家井村。